# 加東市立福田小学校
加東市立福田小学校（かとうしりつふくだしょうがっこう）は、兵庫県加東市沢部にあった公立小学校。

## 概要
福田小学校は、1876年に河東小学校として設立された。場所は、兵庫県加東市の南西部にあり、周辺は田園地帯。国道175号の東で県道351号に南で隣接しており、向かいには約2000年前の種から目覚めた大賀ハスが咲く平池公園がある。
また、加東市社地域小中一貫校が2025年4月に開校のため閉校。

## 沿革
- 1876年（明治9年）5月1日 - 河東小学校を設立[4]
- 1887年（明治20年）4月1日 - 河東尋常および簡易小学校と改称
- 1893年（明治26年）4月1日 - 福田尋常小学校と改称
- 1901年（明治34年）4月1日 - 福田尋常高等小学校と改称
- 1941年（昭和16年）4月1日 - 福田村立福田国民学校と改称
- 1947年（昭和22年）4月1日 - 福田村立福田小学校と改称
- 1955年（昭和30年）3月31日 - 町村合併により社町立福田小学校と改称
- 1967年（昭和42年）8月1日 - プール竣工
- 1980年（昭和55年）4月17日 - 新校舎竣工式
- 1989年（平成元年）12月16日 - 新プール竣工式
- 1996年（平成8年）5月11日 - 創立120周年記念日
- 1999年（平成11年）9月10日 - 耐震補強工事完了
- 2003年（平成15年）8月31日 - 校舎大規模改修工事（第Ⅰ期）
- 2004年（平成16年）8月31日 - 校舎大規模改修工事（第Ⅱ期）
- 2006年（平成18年）
  - 3月20日 - 加東市立福田小学校と改称
  - 5月11日 - 創立130周年記念日
- 2025年（令和7年）
  - 3月31日 - 閉校
  - 4月1日 - 加東市立社小学校、加東市立米田小学校、加東市立三草小学校、加東市立鴨川小学校、加東市立社中学校と統合し加東市立社学園小中学校となる。

## 教育目標
共に学び、共に挑み、共に支え合う 福田っ子の育成

## 学校行事
| - 4月 始業式、入学式、1年生歓迎集会 - 5月 春の遠足 - 6月 | - 7月 自然学校、終業式 - 8月 - 9月 始業式、運動会 | - 10月 - 11月 修学旅行 - 12月 終業式 | - 1月 始業式 - 2月 - 3月 6年生を送る会、卒業式、修了式 |

## 通学区域
- 沢部、沢部団地、福吉、上田、大門、西古瀬、中古瀬、東古瀬、屋度、東実[6]

## 進学先中学校
- 加東市立社中学校[6]

## 校区内の主な施設
- 加東市社第一体育館 - 敷地が隣接
- 加東警察署 福田駐在所
- 兵庫県立農林水産技術総合センター
- 沢部団地集会所
- 加東市立社児童館やしろこどものいえ
- 大門郵便局
- 上田公民館
- 平池公園

## 交通
- 神姫バス「南坊」バス停から、徒歩約250m・約4分。